# Leptochiton kerguelensis
Leptochiton kerguelensis is een keverslakkensoort uit de familie van de Leptochitonidae. De wetenschappelijke naam van de soort is voor het eerst geldig gepubliceerd in 1886 door Haddon.